# غويلدن سوتون (تشيشير)
غويلدن سوتون (بالإنجليزية: Guilden Sutton)‏ هي قرية وأبرشية مدنية تقع في المملكة المتحدة في إنجلترا. يقدر عدد سكانها بـ 1,525 نسمة .